# سفارة المغرب في هولندا
سفارة المغرب في هولندا هي أرفع تمثيل دبلوماسي لدولة المغرب لدى هولندا. تقع السفارة بشارع البرتقال او أورانجسترات رقم 9 2514 ج ب لاهاي وهي تهدف لتعزيز المصالح المغربية في هولندا.
محمد بصري هو السفير الحالي منذ 14 ديسمبر 2021.

## سفراء المغرب في هولندا
| الإسم                  | المنصب | بداية الفترة   | تقديم أوراق الإعتماد | نهاية الفترة   | ملوك المغرب  | ملك(ة) هولندا           |
| ---------------------- | ------ | -------------- | -------------------- | -------------- | ------------ | ----------------------- |
| عبد الرزاق مكوار‘      | سفير   | 26 مارس 1975   |                      | أكتوبر 1976    | الحسن الثاني | يوليانا                 |
| عبد السلام الصفريوي    | سفير   |                |                      | 11 فبراير 1980 | الحسن الثاني | يوليانا                 |
|                        | سفير   |                |                      | بياتريكس       | الحسن الثاني |                         |
| عبد العزيز جمال        | سفير   | 1 أكتوبر 1985  | 30 أكتوبر 1985       |                | الحسن الثاني |                         |
| المهدي العلوي          | سفير   | 16 سبتمبر 1992 |                      |                | الحسن الثاني |                         |
| عبد الرحمن بنعمر       | سفير   | 12 يونيو 1995  | 9 أغسطس 1995         | 28 مارس 1998   | الحسن الثاني |                         |
|                        | سفير   |                |                      |                | الحسن الثاني |                         |
| نور الدين بنعمر العلمي | سفير   | 1999           |                      |                | الحسن الثاني |                         |
| علي المحمدي            | سفير   | 2001           |                      |                | محمد السادس  |                         |
| جواد الحيمدي           | سفير   | يناير 2009     |                      |                | محمد السادس  |                         |
| عبد الوهاب البلوقي     | سفير   | 9 مارس 2013    | 7 مايو 2013          | 2021           | محمد السادس  | بياتريكس/فيليم ألكساندر |
| محمد بصري              | سفير   | 14 ديسمبر 2021 | 2021                 |                | محمد السادس  | فيليم ألكساندر          |

## المغاربة المقيمين في هولندا
بلغ عدد المغاربة المقيمين في هولندا 308.956 شخصًا بحسب الإحصائيات الرسمية لوزارة الشؤون الخارجية والتعاون الدولي لسنة 2018.